# Neubogljivi Speedy
Neubogljivi Speedy (izvirno v angleščini Runaround) je kratka znanstvenofantastična zgodba ruskega pisatelja Isaaca Asimova. Napisana je bila v oktobru 1941 in prvič objavljena marca 1942 v reviji Astounding Science Fiction.  Vključena je v zbirke Jaz, robot (1950), Popolni robot (1982) in Vizija robotike (1990).
Veliko Asimovih zgodb o robotiki temelji na implikacijah treh zakonov robotike, prav v tej zgodbi pa jih natančno navede.

## Vsebina
Ta zgodba govori o dilemah, ko se dolžnost križa s samoohranitvenim nagonom.
Leta 2015 je družba U.S. Robot & Co. zadolžila Powella in Donovana da preverita, ali je možno ponovno usposobiti rudnike na Merkurju.  
S seboj sta imela robota SPD-13 po imenu Speedy, najnovejši in zelo sposoben model in zato zelo drag.
Po prihodu sta morala najprej obnoviti fotocelice, ki so napajale naprave za uravnavanje temperature.
Po selen sta poslala Speedyja, vendar nista poudarila da je selen življenjsko pomemben. Ker se robot ni vrnil s selenom, sta začela ugotavljati, kaj se je zgodilo. Ugotovila sta, da robot kroži okrog nahajališča. Ko sta ponovila ukaz, naj prinese selen, se je začel obnašati nenormalno. Ubogal ni niti ukaza naj se vrne. Čez čas sta ugotovila, da je pri nahajališču vulkanska dejavnost in da se v ozračju nahaja ogljikova kislina, ki zelo uničevalno deluje na kovine. Ker je bil poudarjen tretji zakon robotike, je robot krožil po črti, na kateri sta imela enako veljavo drugi in tretji zakon. Zaradi dileme pa se mu je »zmešalo«.
Powell je problem rešil tako, da je zastarelemu robotu ukazal, da ga odnese na površju na lokacijo, s katere se ni mogel vrniti na varno. Ker je sedaj stopil v veljavo prvi zakon (robot ne sme škodovati ljudem ali z nedejavnostjo tega dovoliti) ga je Speedy prišel reševat. Ko ni bilo več nerešljive dileme, je začel normalno delovati.